# Marama Fox

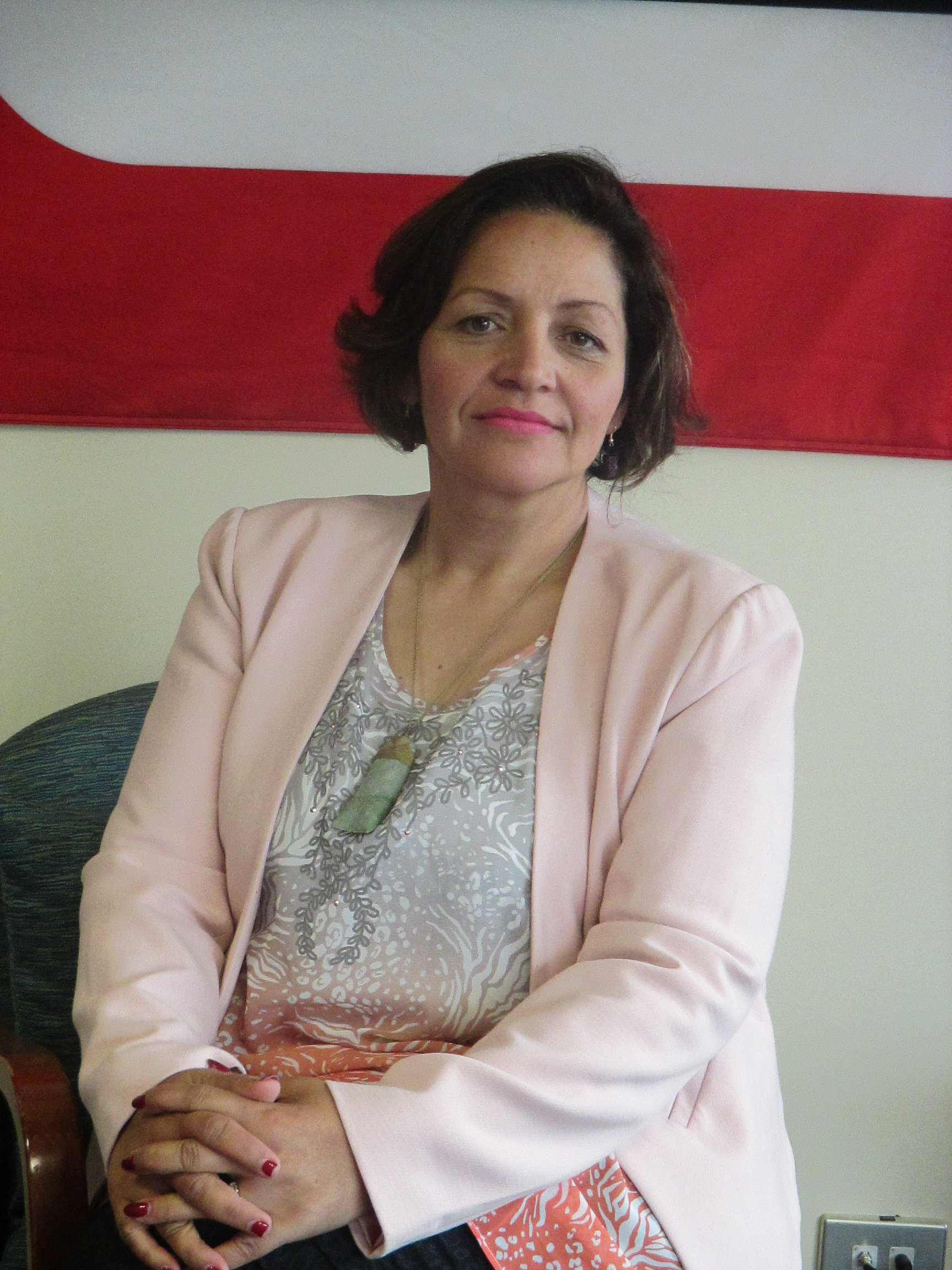
Marama Fox (2015)

Marama Kahu Fox (* 1970 oder 1971 in Hamilton, Neuseeland) ist eine neuseeländische Politikerin der Māori Party und war von 2014 bis 2018 Co-Vorsitzende ihrer Partei.

## Leben
Marama Fox wurde 1970 oder 1971 in Hamilton geboren, verbrachte aber ihre Kindheit in Wellington und später in Christchurch, wo ihr Vater Ernie Smith (Ernest Richard Smith), ein Pākehā, 1971 als Lehrer arbeitete und ihre Mutter Frances Smith, eine Māori, ein Spielcenter für Kinder startete. In Christchurch besuchte sie zunächst die Elmwood Primary School, dann die Heaton Intermediate School und schließlich die Christchurch Girls High School, an der sie ihre Schulausbildung abschloss. Später, wie sie in einem Interview angab, zog sie nach Masterton, obwohl ihre Erfahrungen dort mit Rassismus keine guten waren. Sie traf ihren späteren Mann Ben Fox als sie 16 Jahre alt war und im Alter von 18 Jahren bekam sie ihr erstes Kind von insgesamt neun Kindern.
Fox unterrichtete an Māori-Sprachschulen mit dem Ziel, das Verständnis für die Sprache, Kultur und Weisheit von Māori zu fördern. Ebenso unterrichtete sie an öffentlichen Sekundarschulen. Später war sie Beraterin des Bildungsministeriums, bevor sie in das neuseeländische Parlament gewählt wurde.

## Politisches Engagement
Am 20. September 2014 konnte sie über einen Listenplatz ihrer Partei einen Sitz im Neuseeländischen Parlament gewinnen und wurde am 3. November 2014 von ihrer Partei neben Te Ururoa Flavell zur Co-Vorsitzenden der Māori Party gewählt. Sie war während ihrer Zeit im Parlament Mitglied des Business-, des Justice und Electoral-, des Standing Orders- und des Māori Affairs Commiittees. Am 23. September 2017 verließ sie das Parlament durch Abwahl ihrer Partei und gab am 5. September 2018 ihren Rücktritt als Co-Vorsitzende ihrer Partei bekannt.

## Zeit nach der Politik
2018 trat Marama Fox in verschiedenen Tanzveranstaltungen auf, unter anderem in der neuseeländischen TV-Show: Dancing with the Stars.
2018 verließ sie ihr Zuhause in Masterton und vollzog die Trennung von ihrem Mann Ben, die schon ein Jahr zuvor stattgefunden hatte. Ebenfalls im Jahr 2018 brach ihr Beratungsunternehmen Marama Fox Consultancy Group Tapui zusammen, dass sie erst im Oktober 2017 gegründet hatte. Das Unternehmen war mit Schulden von über 111.000 NZ$ nicht mehr überlebensfähig. Fox tauchte daraufhin unter und entzog sich einer juristischen Verfolgung.